# Iván García
Iván García (* 29. Februar 1972 in Santiago de Cuba) ist ein ehemaliger kubanischer Sprinter, der sich auf den 200-Meter-Lauf spezialisiert hat.

## Leben
Bei den Hallenweltmeisterschaften 1993 in Toronto verpasste er als Vierter über 200 m knapp eine Medaille. Zwei Jahre später gewann er bei den Panamerikanischen Spielen 1995 in Mar del Plata über dieselbe Distanz die Goldmedaille. Bei den Leichtathletik-Weltmeisterschaften 1995 in Göteborg wurde er im 200-Meter-Lauf Achter.
Bei den Olympischen Sommerspielen 1996 in Atlanta wurde er im 200-Meter-Lauf Sechster. Er startete dort auch in der kubanischen 4-mal-100-Meter-Staffel, die am Ende den sechsten Rang belegte, wurde selbst jedoch nur in den Vorläufen eingesetzt.
1997 gewann er bei den Leichtathletik-Hallenweltmeisterschaften in Paris die Silbermedaille über 200 m in persönlicher Hallenbestzeit von 20,46 s. Bei den Weltmeisterschaften im selben Jahr in Athen wurde er Vierter im 200-Meter-Lauf. Dagegen schied er 1999 bei den Hallenweltmeisterschaften in Maebashi und bei den Weltmeisterschaften in Sevilla jeweils in der Halbfinalrunde aus.
Der größte Erfolg seiner Karriere gelang ihm bei den Olympischen Spielen 2000 in Sydney. In der 4-mal-100-Meter-Staffel gewann er gemeinsam mit Luis Alberto Pérez-Rionda, Freddy Mayola und José Angel Cesar in 38,04 s die Bronzemedaille hinter den Staffeln aus den Vereinigten Staaten und Brasilien.
Außerdem wurde er insgesamt sechsmal Kubanischer Landesmeister im 200-Meter-Lauf (1992–1993, 1995–1996, 1999–2000).
Iván García hatte bei einer Körpergröße von 1,82 m ein Wettkampfgewicht von 75 kg.

## Bestleistungen
- 100 m: 10,09 s, 8. Mai 1993, Mexiko-Stadt
- 200 m: 20,17 s, 21. März 1995, Mar del Plata